# 包坊村
包坊村，是中华人民共和国江西省抚州市南丰县市山镇下辖的一个乡镇级行政单位。
2023年，包坊村公布为第六批中国传统村落。

## 文物保护
| 石仙观商周文化遗址 | 361023-2-1-001 | 古遗址 | 商周   | 市山镇包坊村 |  |
| 包坊包家大屋       | 361023-4-3-001 | 古建筑 | 清嘉庆 | 市山镇包坊村 |  |